# Spazio (astronomia)

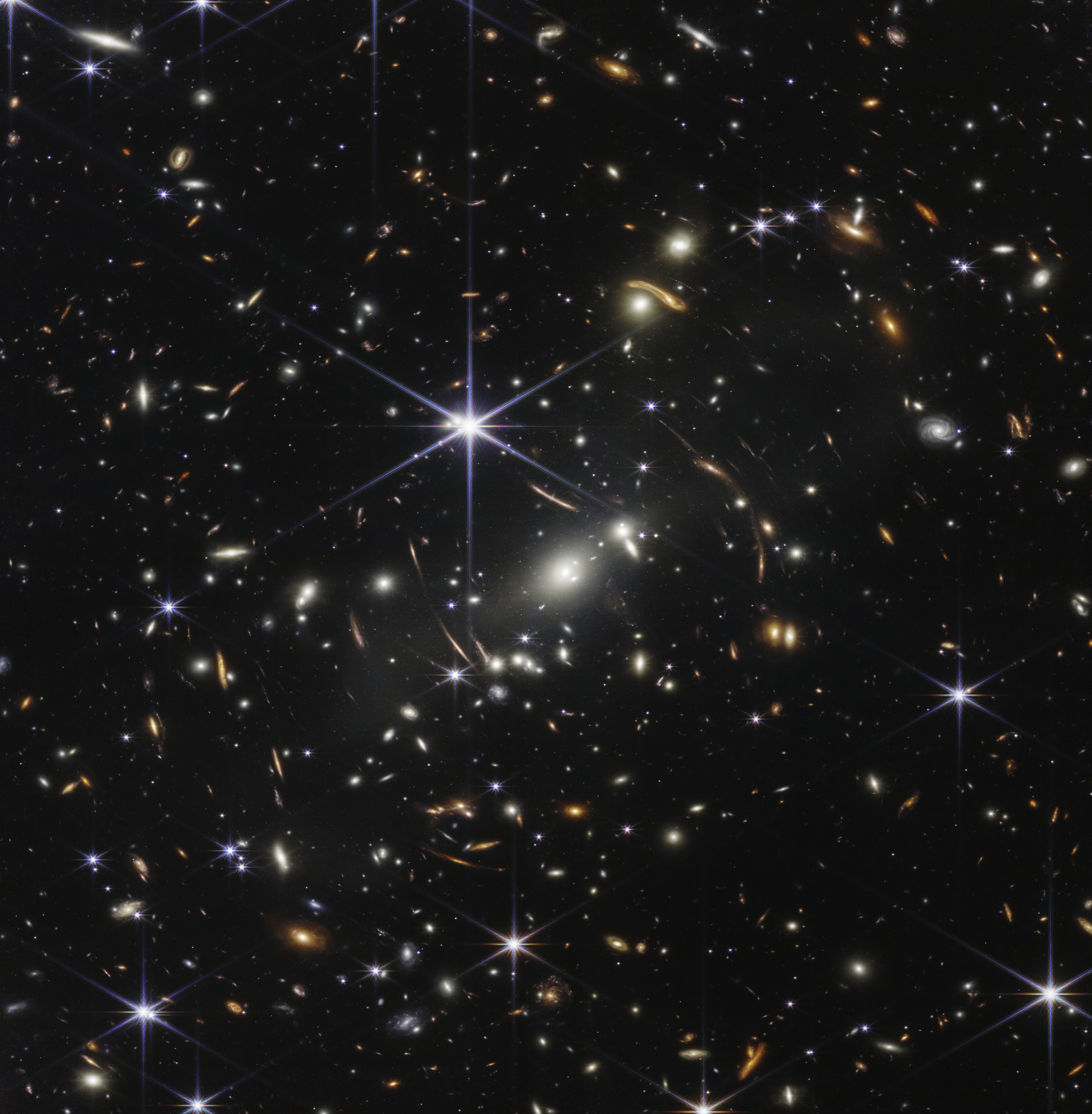
Webb's First Deep Field, prima immagine operativa scattata dal telescopio spaziale James Webb.

I confini tra la superficie della Terra e lo spazio esterno, alla linea Kármán, 100 km, e alla esosfera, 690 km. Non in scala.

Lo spazio o spazio cosmico è il vuoto che esiste tra i corpi celesti. In realtà non è completamente vuoto, ma contiene una bassa densità di particelle: soprattutto plasma di idrogeno ed elio, radiazione elettromagnetica, campi magnetici, raggi cosmici e neutrini. La teoria suggerisce che contenga anche materia oscura ed energia oscura.
Nello spazio intergalattico la densità della materia può essere ridotta a pochi atomi di idrogeno per metro cubo. La temperatura di base, come fissato dalla radiazione di fondo lasciata dal Big Bang, è di soli 3 K (−270,15 °C); al contrario, le temperature nelle corone delle stelle possono raggiungere oltre un milione di kelvin. Plasma con una densità estremamente bassa e temperatura alta, come quelle del medium intergalattico tiepido-caldo e del medium tra ammassi di galassie, rappresenta la maggior parte della materia barionica comune nello spazio; concentrazioni locali si sono evolute in stelle e galassie. Lo spazio intergalattico occupa la maggior parte del volume dell'universo, ma anche le galassie e i sistemi stellari sono composti quasi interamente da spazio vuoto. I viaggi spaziali sono ancora limitati alle vicinanze del sistema solare; il resto dello spazio, a parte l'osservazione passiva con telescopi, rimane inaccessibile all'uomo.
Non c'è un confine netto da cui comincia lo spazio giacché l'atmosfera terrestre sfuma più o meno gradatamente verso lo spazio stesso in virtù del decremento di forza di gravità. Tuttavia la linea di Kármán, a un'altezza di 100 chilometri sopra il livello del mare nell'atmosfera terrestre, è convenzionalmente utilizzata come l'inizio dello spazio a uso dei trattati spaziali e per tenere traccia dei record aerospaziali. Il quadro di riferimento per il diritto spaziale internazionale è stato istituito dal Trattato sullo spazio extra-atmosferico, approvato dalle Nazioni Unite nel 1967. Questo trattato proibisce qualsiasi rivendicazione di sovranità nazionale e permette a tutti gli Stati di esplorare lo spazio liberamente. Nel 1979, il trattato sulla Luna ha reso le superfici di oggetti come i pianeti, così come lo spazio orbitale attorno a questi corpi, giurisdizione della comunità internazionale. Ulteriori delibere riguardanti lo spazio sono state redatte dalle Nazioni Unite, senza tuttavia aver escluso il dislocamento di armi nello spazio.

## Storia

La Terra vista dalla Luna.

Nel 350 a.C., il filosofo greco Aristotele propose l'idea che la natura aborrisce il vuoto, un principio che sarebbe diventato noto come horror vacui. Questo concetto fu costruito su un argomento ontologico del V secolo a.C. del filosofo greco Parmenide, che negava la possibile esistenza di un vuoto nello spazio. Sulla base di questa idea, che il vuoto non può esistere, in Occidente si è ritenuto per molti secoli che lo spazio non può essere vuoto. Fin ancora al XVII secolo, il filosofo francese Cartesio sosteneva che la totalità dello spazio deve essere pieno.
Nella Cina antica, c'erano varie scuole di pensiero sulla natura del cielo, alcune delle quali hanno una somiglianza con il pensiero moderno. Nel II secolo d.C., l'astronomo Zhang Heng si convinse che lo spazio doveva essere infinito e che si estendeva ben oltre il Sole e le stelle. I libri sopravvissuti della scuola Yeh Hsüan dicono che i cieli sono sconfinati, "vuoti e privi di sostanza". Allo stesso modo, "il sole, la luna, e le stelle galleggiano nello spazio vuoto, in movimento o fermi".
Galileo sapeva che l'aria aveva una massa e che quindi era soggetta alla gravità. Nel 1640, dimostrò che una particolare forza si opponeva alla formazione del vuoto. Tuttavia, sarebbe toccato al suo allievo Evangelista Torricelli costruire un apparecchio per produrre un vuoto nel 1643. All'epoca l'esperimento provocò scalpore scientifico in Europa. Il matematico francese Blaise Pascal ragionò così: se la colonna di mercurio è sostenuta dall'aria, allora la colonna dovrebbe essere più corta in quota dove la pressione dell'aria è inferiore. Nel 1648 suo cognato, Florin Périer, ripeté l'esperimento sul Puy-de-Dôme, montagna al centro della Francia, e scoprì che la colonna era più corta di tre pollici. Questa diminuzione della pressione fu ulteriormente dimostrata portando un pallone mezzo pieno su una montagna, osservandolo gonfiarsi gradatamente e poi sgonfiarsi durante la discesa.
Nel 1650, lo scienziato tedesco Otto von Guericke costruì la prima pompa a vuoto: un dispositivo che avrebbe ulteriormente confutato il principio dell'horror vacui. Egli osservò giustamente che l'atmosfera della Terra circonda il pianeta come una conchiglia, con la densità che va gradualmente diminuendo con l'altezza. Egli concluse che ci deve essere un vuoto tra la Terra e la Luna.
Nel XV secolo, il teologo tedesco Nicola Cusano speculò sull'ipotesi che l'universo fosse privo di un centro e di una circonferenza. Egli credeva che l'universo, pur non essendo infinito, non poteva essere ritenuto finito, in quanto mancava di confini entro i quali essere contenuto. Queste idee portarono a speculazioni per quanto riguarda la dimensione infinita dello spazio da parte del filosofo italiano Giordano Bruno nel XVI secolo. Egli estese la cosmologia eliocentrica copernicana al concetto di un universo infinito pieno di una sostanza che chiamò etere, che non causava la resistenza al moto dei corpi celesti. Il filosofo inglese William Gilbert arrivò a una conclusione simile, sostenendo che le stelle sono a noi visibili solo perché sono circondate da un etere sottile o da un vuoto. Il concetto di etere aveva preso origine dagli antichi filosofi greci, tra i quali Aristotele, che lo concepivano come il mezzo attraverso il quale i corpi celesti si muovono.
Il concetto di un universo riempito di etere luminifero rimase in voga presso alcuni scienziati fino all'inizio del XX secolo. Questa forma di etere era vista come il mezzo attraverso cui la luce poteva propagarsi. Nel 1887, l'esperimento di Michelson-Morley cercò di individuare il moto della Terra attraverso questo mezzo cercando cambiamenti nella velocità della luce in funzione della direzione del movimento del pianeta. Tuttavia, il risultato nullo indicava che qualcosa non andava con l'ipotesi. L'idea dell'etere luminifero venne poi abbandonata e sostituita dalla teoria della relatività speciale di Albert Einstein, che sostiene che la velocità della luce nel vuoto è una costante fissa, indipendente dal moto dell'osservatore o dal sistema di riferimento.
Il primo astronomo professionale a sostenere il concetto di un universo infinito fu l'inglese Thomas Digges nel 1576. Ma la scala dell'universo rimase sconosciuta fino alla prima misurazione della distanza di una stella vicina nel 1838 da parte dell'astronomo tedesco Friedrich Bessel. Egli mostrò che la stella 61 Cygni aveva una parallasse di soli 0,31 secondi d'arco (rispetto al moderno valore di 0,287 "). Questo corrisponde a una distanza di oltre 10 anni luce. La distanza dalla galassia di Andromeda venne determinata nel 1923 dall'astronomo statunitense Edwin Hubble, misurando la luminosità delle variabili Cefeidi in questa galassia, una nuova tecnica scoperta da Henrietta Leavitt. Ciò ha stabilito che la galassia di Andromeda, e per estensione tutte le galassie, è collocata ben al di fuori della Via Lattea.
Il concetto moderno di spazio è basato sulla cosmologia del Big Bang, proposta la prima volta nel 1931 dal fisico belga Georges Lemaître. Questa teoria sostiene che l'universo osservabile ha tratto origine da una formazione molto compatta, che da allora ha subito un'espansione continua. La materia rimasta dopo l'espansione iniziale ha da allora subito il collasso gravitazionale creando così stelle, galassie e altri oggetti astronomici, lasciando dietro di sé un profondo vuoto che forma quello che oggi è chiamato spazio. Siccome la luce ha una velocità finita, questa teoria vincola anche le dimensioni dell'universo osservabile direttamente. Ciò lascia aperta la questione se l'universo sia finito o infinito.

## Ambiente

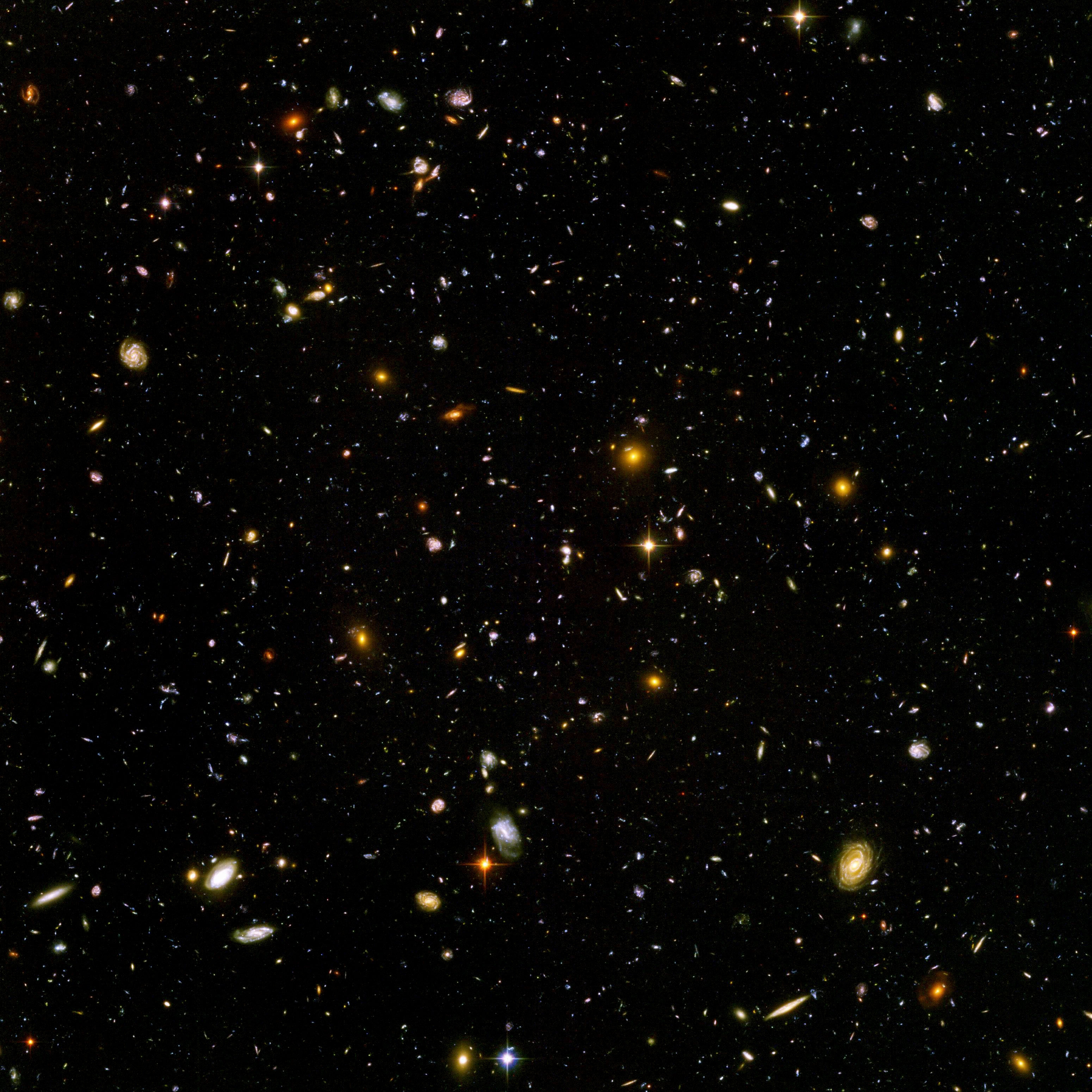
L’immagine del campo ultra profondo di Hubble mostra una tipica sezione di spazio contenente 10000 galassie intervallate da profondo vuoto. Dato che la velocità della luce è finita, questa visione copre gli ultimi 13 miliardi di anni di storia dello spazio.

Lo spazio è l'approssimazione naturale più vicina a un vuoto perfetto. Non ha attriti significativi, permettendo a stelle, pianeti e lune di muoversi liberamente lungo le proprie orbite ideali. Tuttavia, anche il più profondo vuoto di spazio intergalattico non è privo di materia, in quanto contiene alcuni atomi di idrogeno per metro cubo. A confronto, l'aria che respiriamo contiene circa 1025 molecole per metro cubo. La bassa densità della materia nello spazio significa che la radiazione elettromagnetica può viaggiare a grandi distanze senza essere dispersa: mediamente il cammino libero medio di un fotone nello spazio intergalattico è di circa 1×1023 km, o 10 miliardi di anni luce. Nonostante ciò, l'estinzione, che è l'assorbimento e la dispersione di fotoni da parte di polveri e gas, è un fattore importante in astronomia galattica e intergalattica.
Stelle, pianeti e lune conservano le proprie atmosfere per attrazione gravitazionale. Le atmosfere non hanno confini ben delineati: la densità dei gas atmosferici diminuisce gradualmente con la distanza dall'oggetto fino a renderlo indistinguibile dall'ambiente circostante. La pressione atmosferica della Terra scende a circa 3,2 × 10−2 Pa a 100 chilometri di altezza; a confronto, la pressione standard, così come è stata definita dall'International Union of Pure and Applied Chemistry (IUPAC), è di 100 kPa. Al di là di questa altezza, la pressione del gas isotropo diventa rapidamente non significativa se paragonata alla pressione di radiazione del Sole e alla pressione dinamica del vento solare, quindi la definizione di pressione diventa difficile da interpretare. A questi livelli, la termosfera ha elevati gradienti di pressione, di temperatura e di composizione, e varia notevolmente in funzione della meteorologia spaziale. Gli astrofisici preferiscono usare la densità di numero per descrivere questi ambienti, impiegando unità di particelle per unità di volume.
Sulla Terra, la temperatura è definita in termini di attività cinetica dell'atmosfera circostante. Tuttavia la temperatura del vuoto non può essere misurata in questo modo, bensì viene determinata dalla misurazione della radiazione. Tutto l'universo osservabile è riempito di fotoni che sono stati creati durante il Big Bang, e che rappresentano la radiazione cosmica di fondo a microonde (CMB) (molto probabilmente vi è un corrispondente numero elevato di neutrini chiamato fondo cosmico di neutrini.). L'attuale temperatura di corpo nero della radiazione di fondo è di circa 3 K (−270 °C). Alcune regioni dello spazio possono contenere particelle altamente energetiche che hanno una temperatura molto più alta della CMB, come la corona del Sole.
Al di fuori di un'atmosfera e di un campo magnetico protettivi, ci sono pochi ostacoli al passaggio attraverso lo spazio delle particelle subatomiche ad alta energia note come raggi cosmici. Queste particelle hanno energie che vanno da circa 106 eV fino a un estremo 1020 eV di raggi cosmici ad altissima energia. Il picco di flusso dei raggi cosmici si verifica a energie di circa 109 eV, con circa l'87% di protoni, 12% di nuclei di elio e l'1% di nuclei più pesanti. Il flusso di elettroni è solo l'1% circa di quello dei protoni per tutte le gamme di energia. I raggi cosmici possono danneggiare i componenti elettronici e rappresentano una minaccia per la salute dei viaggiatori nello spazio.

## Confini

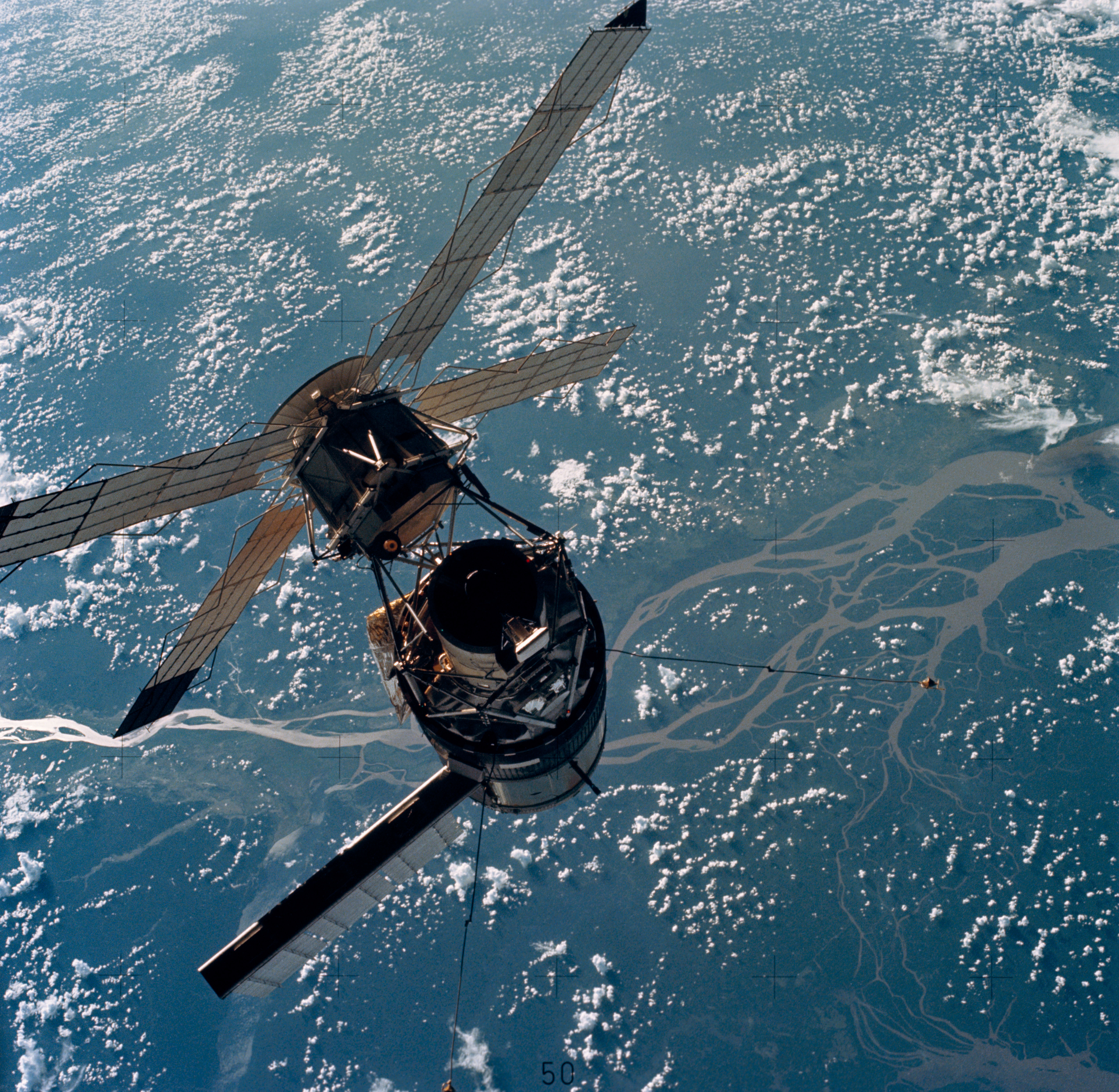
Skylab in orbita.

Non vi sono confini netti tra l'atmosfera terrestre e lo spazio, dove la densità dell'atmosfera si riduce gradualmente all'aumentare dell'altezza. Sono stati designati alcuni limiti scientifici e più precisamente:
- La Federazione Aeronautica Internazionale ha definito la linea Kármán a un'altezza di 100 km come confine tra aeronautica e astronautica. La ragione di questo uso è che a un'altezza di circa 100 km, come Theodore von Kármán aveva calcolato, un veicolo dovrebbe viaggiare più veloce della velocità orbitale per ricavare dall'atmosfera sufficiente portanza aerodinamica da sostenere sé stesso.[33]
- Gli Stati Uniti designano come astronauti le persone che viaggiano al di sopra di 80 km.[34]
- Il controllo missioni della NASA utilizza le 76 miglia (122 km) come quota di rientro atmosferico (detta Interfaccia di Ingresso), che segna approssimativamente il limite al di sotto del quale la resistenza atmosferica diventa significativa (in funzione del coefficiente balistico del veicolo), inducendo così gli shuttle a passare dalla manovra guidata dai propulsori a quella con le superfici alari.[35]

Nel 2009 gli scienziati dell'Università di Calgary hanno segnalato specifiche misurazioni con uno strumento chiamato Supra-Thermal Ion Imager (uno strumento che misura la direzione e la velocità degli ioni) che ha permesso loro di stabilire che lo spazio incomincia a 118 km sopra la Terra. Il limite rappresenta il punto medio, su una distanza di decine di chilometri, di una transizione graduale dai venti relativamente dolci dell'atmosfera terrestre ai flussi più violenti di particelle cariche nello spazio, che possono raggiungere velocità di ben oltre 1000 km/h.

## Regioni
Lo spazio è un vuoto parziale: le sue diverse regioni sono definite da varie atmosfere e "venti" che dominano al loro interno, e si estendono fino al punto in cui quei venti lasciano il posto ad altri venti. Il Geospazio si estende dall'atmosfera terrestre fino alle estreme propaggini del campo magnetico terrestre, dopo di che lascia il posto al vento solare dello spazio interplanetario. Lo spazio interplanetario si estende fino alla eliopausa, dopo di che il vento solare cede il passo ai venti del medium interstellare. Lo spazio interstellare continua poi ai bordi della galassia, dove sfuma nel vuoto intergalattico.

### Geospazio

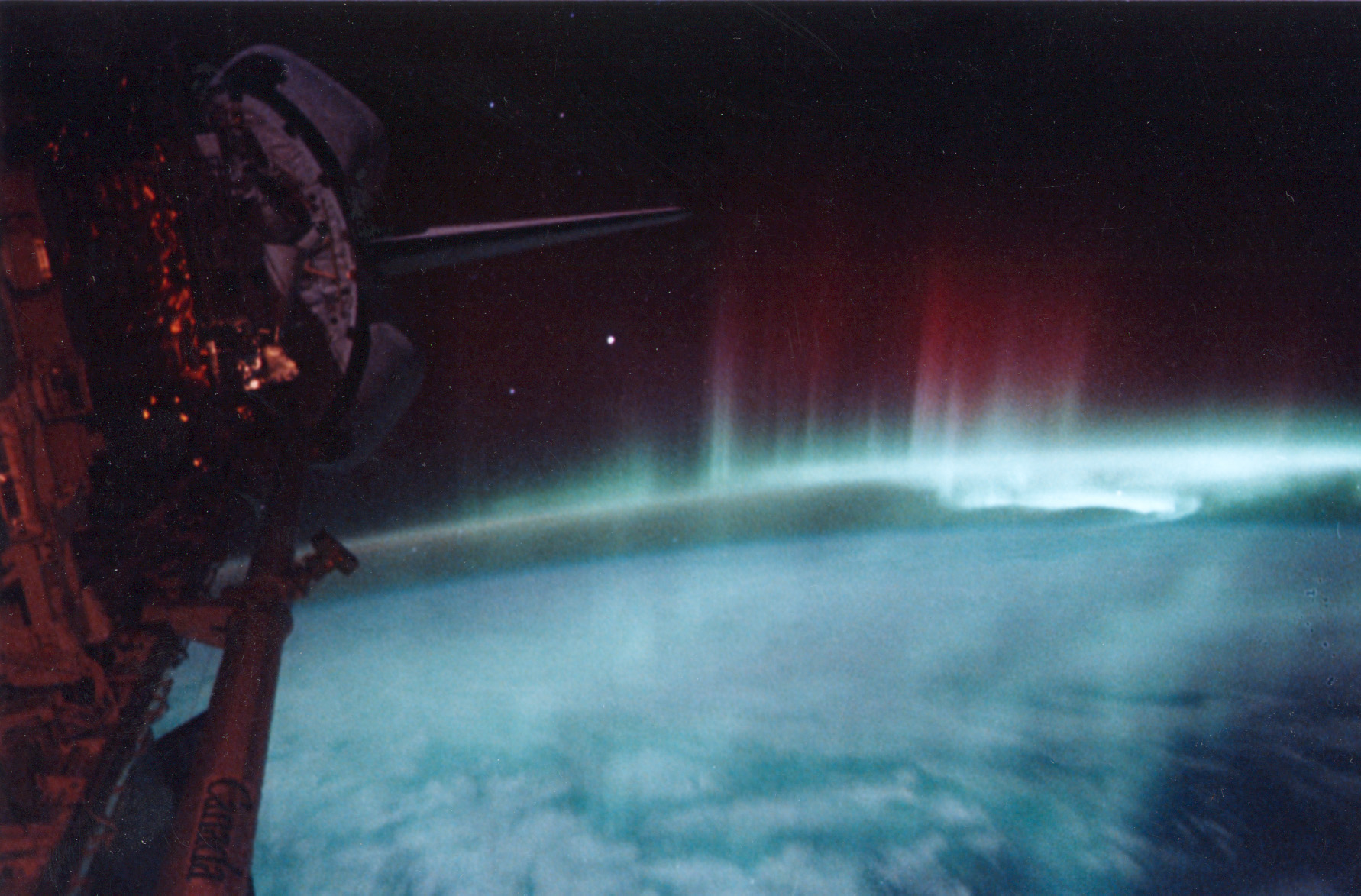
Aurora australe osservata dal Discovery STS-39, maggio 1991 (altezza orbitale: 260 km).

Il Geospazio è la regione dello spazio vicino alla Terra. Esso comprende la parte superiore dell'atmosfera, così come la magnetosfera. Il confine esterno del Geospazio è la magnetopausa, che costituisce l'interfaccia tra la magnetosfera del pianeta e il vento solare. Il confine interno è la ionosfera. In alternativa, il Geospazio è la regione dello spazio tra la parte superiore dell'atmosfera terrestre e le estreme propaggini del campo magnetico terrestre. Così come le proprietà fisiche e il comportamento dello spazio vicino alla Terra sono influenzati dal comportamento del Sole e della meteorologia spaziale, così il campo del Geospazio è interconnesso con l'eliofisica: lo studio del Sole e il suo impatto sui pianeti del Sistema Solare.
Il volume del Geospazio definito dalla magnetopausa viene compattato in direzione del Sole dalla pressione del vento solare, dandogli una tipica distanza subsolare di 10 raggi terrestri dal centro del pianeta. Tuttavia, la coda può estendersi verso l'esterno per più di 100-200 raggi terrestri. Le fasce di Van Allen si trovano all'interno del Geospazio. La regione tra l'atmosfera terrestre e la Luna è a volte indicata come spazio cis-lunare. La Luna passa attraverso il Geospazio circa quattro giorni al mese, durante i quali la superficie è protetta dal vento solare.
Il Geospazio è popolato da particelle elettricamente cariche a densità molto bassa, i movimenti delle quali sono controllati dal campo magnetico terrestre. Questi plasmi formano un medium dal quale perturbazioni a mo' di tempeste alimentate dal vento solare possono indurre correnti elettriche nell'atmosfera superiore della Terra. Durante le tempeste geomagnetiche due regioni del Geospazio, le cinture di radiazione e la ionosfera, possono essere fortemente perturbate. Queste tempeste aumentano i flussi di elettroni ad alta energia che possono danneggiare in modo permanente l'elettronica dei satelliti, interrompendo le telecomunicazioni e le tecnologie GPS, e possono anche essere un pericolo per gli astronauti, anche in orbite terrestri basse. Esse creano anche le aurore visibili presso i poli magnetici.
Pur soddisfando la definizione di spazio, la densità atmosferica entro le prime centinaia di chilometri sopra la linea Kármán è ancora sufficiente a provocare un attrito significativo sui satelliti. La maggior parte dei satelliti artificiali operano in questa regione denominata orbita terrestre bassa e devono accendere i loro motori ogni pochi giorni per mantenere l'orbita. Questa regione contiene il materiale lasciato da precedenti lanci con o senza equipaggio che rappresenta un potenziale pericolo per i veicoli spaziali. Alcuni di questi detriti rientrano periodicamente nell'atmosfera terrestre. Qui l'attrito è abbastanza ridotto da poter essere teoricamente superato dalla pressione di radiazione sulle vele solari, un sistema di propulsione proposto per viaggi interplanetari.

### Spazio interplanetario
Lo spazio intorno al Sole e ai pianeti del Sistema Solare, detto spazio interplanetario, è la regione dominata dal medium interplanetario, che si estende verso la eliopausa dove l'influenza dell'ambiente galattico comincia a dominare sul campo magnetico e sul flusso di particelle proveniente dal Sole. Lo spazio interplanetario è definito dal vento solare, un flusso continuo di particelle cariche provenienti dal Sole che crea un'atmosfera molto tenue (la eliosfera) per miliardi di chilometri nello spazio. Questo vento ha una densità in particelle di 5-10 protoni/ cm³ e si muove a una velocità di 350–400 km/s. La distanza e la forza dell'eliopausa varia a seconda del livello di attività del vento solare. La scoperta dal 1995 di pianeti extrasolari significa che altre stelle devono possedere i propri medium interplanetari.
Il volume dello spazio interplanetario è un vuoto quasi totale, con un cammino libero medio di circa una unità astronomica alla distanza orbitale della Terra. Tuttavia, questo spazio non è completamente vuoto, ma riempito a bassa densità di raggi cosmici, che comprendono nuclei atomici ionizzati e varie particelle subatomiche. C'è anche gas, plasma e polvere, piccole meteore, e svariate dozzine di tipi di molecole organiche scoperte finora dalla spettroscopia rotazionale.
Lo spazio interplanetario contiene il campo magnetico generato dal Sole. Ci sono anche le magnetosfere generate da pianeti come Giove, Saturno, Mercurio e Terra che hanno i propri campi magnetici. Questi sono modellati dall'influenza del vento solare, approssimativamente in forma di lacrima, con la lunga coda che si estende verso l'esterno dietro il pianeta. Questi campi magnetici possono intrappolare le particelle di vento solare e di altre fonti, creando cinture di particelle magnetiche come le fasce di Van Allen. Pianeti senza campi magnetici, come Marte, hanno l'atmosfera gradualmente erosa dal vento solare.

### Spazio interstellare

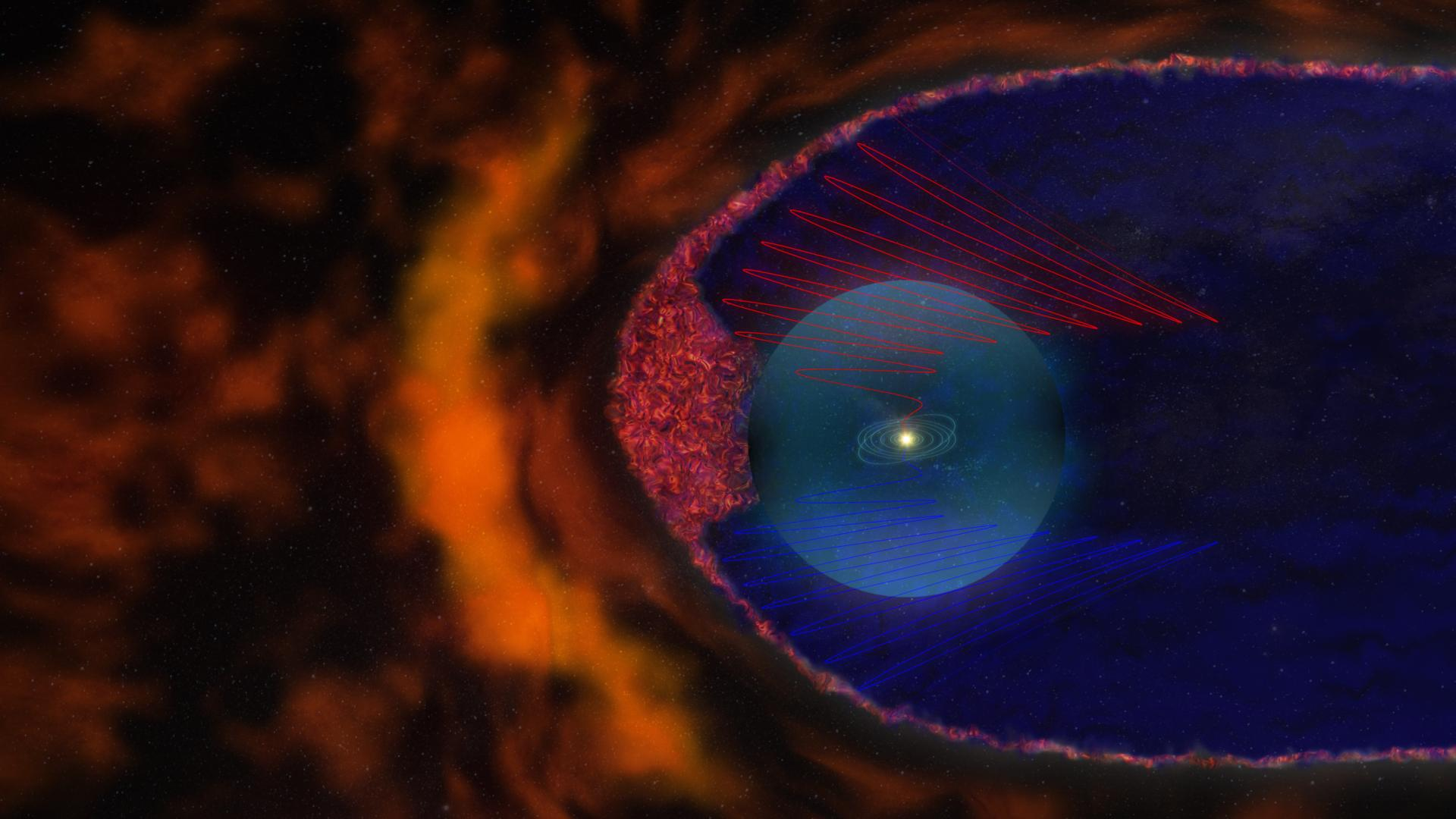
Raffigurazione pittorica dell’interazione tra l’eliosfera del Sole (centro-destra) e il medium interstellare (sinistra), a formare un bow shock.

Lo spazio interstellare è lo spazio fisico all'interno di una galassia non occupato da stelle o dai loro sistemi planetari. Per definizione, il medium interstellare risiede nello spazio interstellare. La densità media della materia in questa regione è di circa 106 particelle per m3, variando da un minimo di circa 104-105 nelle regioni della materia rarefatta fino a circa 108-1010 nella nebulosa oscura. Le regioni dove ci sono formazioni stellari possono raggiungere le 1012-1014 particelle per m3. Circa il 70% di questa massa è costituita da atomi di idrogeno solitari. Questi è arricchito con atomi di elio e tracce di atomi più pesanti formatasi con la nucleosintesi stellare. Questi atomi possono essere espulsi nel medium interstellare dai venti stellari, o quando le stelle evolute incominciano a perdere i loro strati esterni, come ad esempio durante la formazione di una nebulosa planetaria. L'esplosione catastrofica di una supernova genererà un'onda d'urto in espansione composta da materiali espulsi, così come i raggi cosmici galattici. Un certo numero di molecole sono presenti nello spazio interstellare, come minuscole particelle di polvere di 0,1 µm.
Il medium interstellare locale, una regione di spazio entro 100 parsec del Sole, è di interesse sia per la sua vicinanza sia per la sua interazione con il Sistema Solare. Questo volume coincide quasi con una regione dello spazio nota come la Bolla Locale, che è caratterizzata dalla mancanza di nubi dense e fredde. Essa forma una cavità nel Braccio di Orione della galassia Via Lattea, con dense nubi molecolari situate lungo i bordi, come quelli nelle costellazioni di Ofiuco e Toro (la distanza effettiva al bordo di questa cavità varia dal 60-250 pc o più). Questo volume contiene circa 104-105 stelle e il gas interstellare locale controbilancia le astrosfere che circondano queste stelle, con il volume di ciascuna sfera che varia a seconda della densità locale del medium interstellare. La bolla locale contiene decine di nubi interstellari calde con temperature fino a 7000 K e raggi di 0,5-5 pc.

### Spazio intergalattico
Lo spazio intergalattico è lo spazio fisico tra le galassie. Gli enormi spazi fra ammassi di galassie sono denominati vuoti. Stime attuali indicano che la densità media della massa dell'Universo è di 5,9 protoni per metro cubo, di cui la materia barionica comune ha una densità di un protone per quattro metri cubi. Tuttavia, la densità dell'Universo non è evidentemente uniforme; si va dalla densità relativamente alta nelle galassie (compresa la densità molto elevata in strutture all'interno delle galassie, come pianeti, stelle e buchi neri), a situazioni che hanno una densità molto più bassa rispetto alla media dell'universo, come nei vasti vuoti.
Attorno alle galassie e steso tra di esse, vi è un plasma rarefatto che si ritiene abbia una struttura cosmica filamentosa e che è leggermente più denso della densità media dell'Universo. Questo materiale è denominato medium intergalattico, e consiste per lo più di idrogeno ionizzato, cioè un plasma composto da un numero uguale di elettroni e protoni. Si ritiene che l'IGM abbia una densità da 10 a 100 volte la densità media dell'universo (da 10 a 100 atomi di idrogeno per metro cubo). In ricchi ammassi di galassie, raggiunge una densità fino a 1000 volte la densità media (medium tra ammassi di galassie).
Il motivo per cui si ritiene che l'IGM sia per lo più un gas ionizzato è che la sua temperatura è stimata essere molto alta per gli standard terrestri (anche se alcune sue parti sono solo "calde" per gli standard astrofisici). Quando il gas scende da i vuoti nel medium intergalattico, si riscalda fino a temperature di 105 K a 107 K che, per gli elettroni vincolati, sono sufficientemente alte per sottrarsi ai nuclei di idrogeno in seguito a collisioni. A queste temperature, l'IGM viene chiamato medium intergalattico tiepido-caldo (WHIM). Le simulazioni al computer indicano che grossomodo la metà della materia atomica nell'universo può esistere in questo stato rarefatto tiepido-caldo. Quando il gas scende dalle strutture filamentose del WHIM negli ammassi di galassie alle intersezioni dei filamenti cosmici, può scaldarsi ancora di più, raggiungendo temperature di 108 K e superiori.

### Spazio interno e spazio esterno
Con il termine "spazio interno" (in inglese inner space) si intende lo spazio cosmico interno al sistema solare. In contesti il cui riferimento è la galassia il termine indica lo spazio cosmico racchiuso dai confini galattici. Esso si contrappone al termine spazio esterno (outer space) che ne è il complemento.

## Esplorazione e applicazioni
Fino a non molto tempo fa, lo spazio era stato esplorato attraverso l'osservazione a distanza, inizialmente a occhio nudo, successivamente con il telescopio. Prima dell'avvento della tecnologia di razzi affidabili, fu con l'uso dei voli in mongolfiera che gli esseri umani avevano raggiunto più da vicino lo spazio. Nel 1935, un volo in mongolfiera con equipaggio, lo statunitense Explorer II, aveva raggiunto un'altezza di 22 km. Questi venne ampiamente superato nel 1942 quando il terzo lancio del razzo tedesco A-4 salì a un'altezza di circa 80 km. Nel 1957, il satellite senza equipaggio Sputnik 1 venne lanciato da un razzo russo R-7, raggiungendo un'orbita attorno alla Terra a un'altezza di 215–939 km. Questi fu seguito dal primo volo spaziale umano nel 1961, quando Yuri Gagarin fu mandato in orbita sul Vostok 1. I primi esseri umani ad allontanarsi da un'orbita attorno alla Terra furono Frank Borman, Jim Lovell e William Anders nel 1968 a bordo Apollo 8, che raggiunse l'orbita lunare ad una distanza massima di 377349 km dalla Terra.
Al fine di esplorare gli altri pianeti, una navicella spaziale deve prima raggiungere la velocità di fuga; ciò le permetterà di viaggiare oltre l'orbita terrestre. La prima sonda a compiere questa impresa fu la sovietica Luna 1, che eseguì un fly-by della Luna nel 1959. Nel 1961, Venera 1 fu la prima sonda planetaria. Essa rivelò la presenza del vento solare ed eseguì il primo fly-by di Venere, anche se il contatto venne perso prima di raggiungere il pianeta. La prima missione planetaria di successo fu Mariner 2, fly-by di Venere nel 1962. La prima sonda ad effettuare un fly-by di Marte fu Mariner 4, che raggiunse il pianeta nel 1964. Da quel momento, veicoli spaziali senza equipaggio sono riusciti a esaminare ciascuno dei pianeti del Sistema Solare, come pure le loro lune e molti asteroidi e comete. Essi restano uno strumento fondamentale per l'esplorazione dello spazio, così come per l'osservazione della Terra.
L'assenza di aria rende lo spazio (e la superficie della Luna), luoghi ideali per l'astronomia a tutte le lunghezze d'onda dello spettro elettromagnetico, come evidenziato dalle immagini spettacolari rimandate dal telescopio spaziale Hubble, che hanno così permesso di osservare la luce di circa 13,7 miliardi di anni fa, quasi al tempo del Big Bang. Tuttavia, non tutti i luoghi nello spazio sono ideali per un telescopio. La polvere interplanetaria zodiacale emette una diffusa radiazione vicino all'infrarosso che può mascherare l'emissione di sorgenti deboli, come i pianeti extrasolari. Spostare un telescopio a raggi infrarossi oltre la polvere, aumenterebbe l'efficacia dello strumento. Allo stesso modo, un sito come il cratere Daedalus, sulla faccia nascosta della Luna, potrebbe proteggere un radiotelescopio da interferenze in radio frequenza, che ostacolano le osservazioni dalla Terra.
Il vuoto profondo dello spazio potrebbe essere un ambiente invitante per alcuni processi industriali, come quelli che richiedono superfici ultrapulite.

### Spazio e orbite
Una navicella spaziale entra in orbita quando raggiunge una velocità orizzontale sufficiente da rendere la sua accelerazione centripeta dovuta alla gravità minore o uguale all'accelerazione centrifuga dovuta alla componente orizzontale della sua velocità (vedi moto circolare). Per un'orbita terrestre bassa, questa velocità è di circa 7900 m/s (28400 km/h); a confronto, la massima velocità mai raggiunta da un aereo (escluse le velocità raggiunte da una sonda in fase deorbitante) è stata 2 200 m/s (7 900 km/h) nel 1967 dalla North American X-15.
Per raggiungere un'orbita, un veicolo spaziale deve viaggiare più veloce di un volo suborbitale. L'energia necessaria per raggiungere la velocità orbitale terrestre a un'altezza di 600 km è di circa 36 MJ/kg, che è sei volte l'energia necessaria solo per salire fino alla quota corrispondente. Veicoli spaziali con un perigeo al di sotto di circa 2000 km sono soggette all'attrito con l'atmosfera terrestre, che farà diminuire l'altezza orbitale. Il tasso di decadimento orbitale dipende dalla sezione trasversale e dalla massa del satellite, così come da variazioni di densità dell'aria nell'alta atmosfera. Al di sotto di circa 300 km, il decadimento si fa più rapido, con una vita residua misurata in giorni. Una volta che un satellite scende a 180 km, incomincerà a bruciare nell'atmosfera. La velocità di fuga necessaria per affrancarsi completamente dal campo gravitazionale terrestre e passare nello spazio interplanetario è di circa 10 000 m/s (36 000 km/h).
Le persone che orbitano intorno alla Terra fluttuano senza peso perché sono in caduta libera. Tuttavia essi non sono al di fuori del campo gravitazionale terrestre. Il veicolo spaziale in orbita e il suo contenuto stanno accelerando verso la Terra ma, in un'orbita perfettamente circolare, questa accelerazione è un cambiamento di direzione piuttosto che una variazione della velocità, piegando il percorso del satellite da una linea retta in un cerchio o in un'ellisse attorno alla Terra. La mancanza di peso si verifica perché la forza peso è bilanciata dalla forza centrifuga del moto circolare, mentre le persone all'interno di un veicolo spaziale sembrano essere ferme poiché sono in orbita intorno alla Terra alla stessa velocità del veicolo spaziale che li racchiude.
Un altro modo per descrivere la stessa situazione è quello di considerare un sistema di riferimento rotante in corrispondenza dell'orbita del satellite. In un tale sistema, vi è una (fittizia) forza centrifuga che annulla esattamente la forza di gravità, non lasciando alcuna forza netta agente sui passeggeri in orbita. La gravità terrestre si spinge ben oltre le fasce di Van Allen e mantiene la Luna in orbita a una distanza media di 384403 km. La regione dello spazio in cui la gravità di un pianeta tende a dominare il moto di oggetti in presenza di altri corpi perturbanti (ad esempio un altro pianeta) è conosciuta come la sfera di Hill. Per la Terra, questa sfera ha un raggio di circa 1,5 milioni di km.

### Effetti sul corpo umano

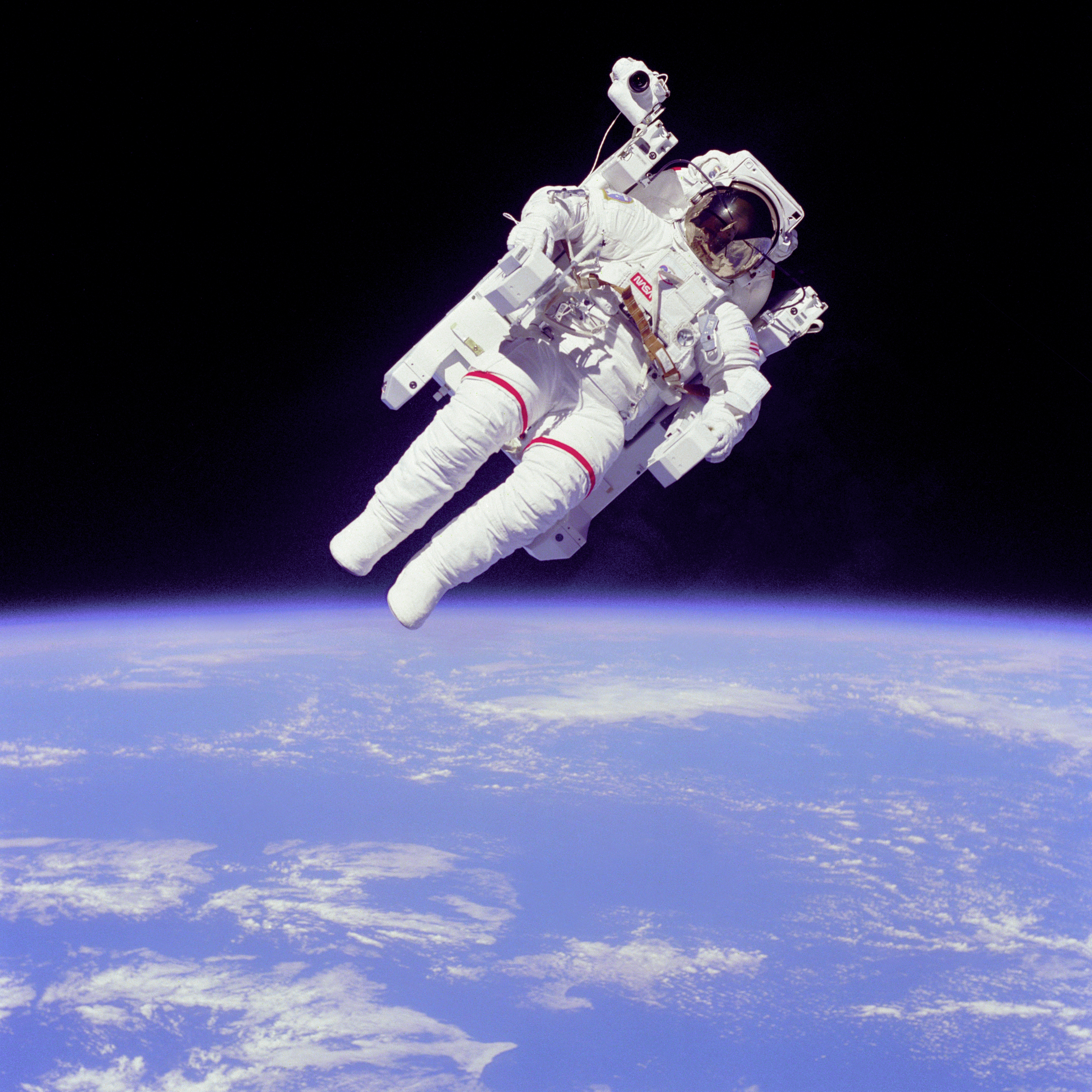
A causa dei pericoli del vuoto, gli astronauti devono indossare una tuta spaziale quando sono fuori dalla loro navicella.

Contrariamente alla credenza popolare, una persona esposta d'improvviso al vuoto non esploderebbe, non verrebbe congelata a morte, né morirebbe per il ribollire del sangue. Tuttavia, l'esposizione improvvisa a bassissima pressione, ad esempio durante una rapida decompressione, potrebbe causare il barotrauma, vale a dire la lacerazione dei polmoni, a causa della grande differenza di pressione tra interno ed esterno del torace. Anche se le vie aeree della vittima sono completamente aperte, il flusso d'aria attraverso la trachea potrebbe risultare troppo lento per evitare la rottura. La decompressione rapida può lacerare i timpani e i seni nasali, lividi e sangue che filtra possono verificarsi nei tessuti molli, e lo shock può causare un aumento del consumo di ossigeno che porta a ipossia.
Come conseguenza della decompressione rapida, tutto l'ossigeno disciolto nel sangue si vuoterebbe nei polmoni per cercare di equilibrare il gradiente di pressione parziale. Una volta che il sangue deossigenato dovesse arrivare al cervello, uomini e animali perderebbero conoscenza dopo pochi secondi e morirebbero di ipossia in pochi minuti. Il sangue e altri fluidi del corpo bollono quando la pressione scende sotto 6,3 kPa, una condizione chiamata ebullismo. Il vapore può gonfiare il corpo a due volte la dimensione normale e rallentare la circolazione, ma i tessuti sono elastici e porosi a sufficienza per impedire rotture. L'ebullismo è rallentato dal contenimento della pressione dei vasi sanguigni, per cui del sangue rimane liquido. Gonfiore ed ebullismo possono essere ridotti dal contenimento in una tuta da volo. Gli astronauti dello Shuttle indossano una tuta di protezione che impedisce l'ebullismo a pressioni estremamente basse di 2 kPa. Sopra gli 8 km sono necessarie delle tute spaziali per prevenire l'ebullismo. La maggior parte delle tute spaziali utilizzano ossigeno puro a circa 30-39 kPa, quasi come sulla superficie terrestre. Questa pressione è sufficientemente elevata per evitare l'ebullismo, ma l'evaporazione del sangue potrebbe ancora provocare, se non gestita, la malattia da decompressione e l'embolia gassosa arteriosa.
Poiché gli esseri umani (e gli animali in genere) si sono evoluti per vivere con la gravità terrestre, l'esposizione all'assenza di peso ha dimostrato di avere effetti deleteri sulla salute. Inizialmente, oltre il 50% degli astronauti vive l'esperienza del mal di spazio, propriamente detto sindrome da adattamento allo spazio. Ciò può causare nausea e vomito, vertigini, mal di testa, letargia e un malessere generale. La durata del mal di spazio varia, ma in genere dura per 1-3 giorni, dopo di che il corpo si abitua al nuovo ambiente. L'esposizione a più lungo termine in assenza di gravità si traduce in atrofia muscolare e deterioramento dello scheletro, o osteopenia da volo spaziale. Questi effetti possono essere ridotti al minimo con l'esercizio fisico. Altri effetti contemplano la redistribuzione dei fluidi, il rallentamento del sistema cardiovascolare, la ridotta produzione di globuli rossi, disturbi dell'equilibrio, e un indebolimento del sistema immunitario. Sintomi minori sono la perdita di massa corporea, la congestione nasale, disturbi del sonno, e gonfiori del viso.
Per i viaggi spaziali di lunga durata, la radiazione può costituire un grave rischio per la salute. L'esposizione a sorgenti di radiazioni, come i raggi cosmici ionizzanti ad alta energia può causare affaticamento, nausea, vomito, come pure danni al sistema immunitario e un'alterazione del numero dei globuli bianchi. Per durate ancora più lunghe, i sintomi comprendono un aumentato rischio di cancro e, in più, danni agli occhi, al sistema nervoso, ai polmoni e al tratto gastrointestinale. Per una missione di andata e ritorno su Marte della durata di tre anni, quasi tutto il corpo verrebbe attraversato da nuclei ad alta energia, ciascuno dei quali può causare danni di ionizzazione alle cellule. Fortunatamente, la maggior parte di tali particelle sono abbastanza attenuate dalla schermatura fornita dalle pareti in alluminio di un veicolo spaziale, e possono essere ulteriormente diminuite da contenitori d'acqua e da altre barriere. Tuttavia, l'impatto dei raggi cosmici sulla schermatura produce ulteriori radiazioni che possono influire sull'equipaggio. Ulteriori ricerche sono necessarie per valutare i pericoli della radiazioni e per stabilire contromisure adatte.

## Status giuridico
Il Trattato sullo spazio extra-atmosferico fornisce l'impianto di base per il diritto spaziale internazionale. Questo trattato copre l'uso legale dello spazio da parte degli stati, e include nella sua definizione di spazio la Luna e altri corpi celesti. Il trattato dichiara che lo spazio è libero di essere esplorato da parte di tutti gli stati e non è soggetto a rivendicazioni nazionali di sovranità. Esso vieta la dislocazione di armi nucleari nello spazio, per quanto la competizione strategica e geopolitica abbia da sempre rappresentato un volano all'attività di esplorazione spaziale. Il trattato venne approvato dall'Assemblea Generale delle Nazioni Unite nel 1963 e firmato nel 1967 dall'URSS, dagli Stati Uniti d'America e dal Regno Unito. Dal 1º gennaio 2008 il trattato è stato ratificato da 98 stati e firmato da altri 27.
Tra il 1958 e il 2008, lo spazio è stato oggetto di parecchie risoluzioni da parte dell'Assemblea generale delle Nazioni Unite. Di queste, più di 50 sono state relative alla cooperazione internazionale sugli usi pacifici dello spazio e a evitare una corsa agli armamenti nello spazio. Quattro altri trattati sul Diritto aerospaziale sono stati negoziati e redatti dalla Commissione delle Nazioni Unite sull'uso pacifico dello spazio extra-atmosferico. Ciò nonostante, non c'è alcun divieto legale contro la dislocazione di armi convenzionali nello spazio, e armi antisatellite sono state testate con successo dagli Stati Uniti, URSS e Cina. Il trattato sulla Luna del 1979 ha attribuito la giurisdizione di tutti i corpi celesti (e delle orbite intorno a essi) alla comunità internazionale. Tuttavia, questo trattato non è stato ratificato da alcuna delle nazioni che attualmente gestiscono voli spaziali con equipaggio.
Nel 1976 a Bogotà, otto stati equatoriali (Ecuador, Colombia, Brasile, Congo, Zaire, Uganda, Kenya e Indonesia) hanno fatto la "Dichiarazione del Primo Incontro dei Paesi equatoriali", conosciuta anche come "Dichiarazione di Bogotà", dove hanno reclamato il controllo del percorso orbitale geosincrono corrispondente a ciascun paese. Queste affermazioni non sono accettate a livello internazionale.

## Nella cultura
Il tema dell'esplorazione spaziale - viaggiare nello spazio cosmico, recarsi su altri pianeti e incontrare abitatori di altri mondi - ha sempre affascinato la mente umana, ben prima che la tecnologia rendesse possibile il viaggio stesso, e costituisce uno dei temi più popolari nell'ambito del genere fantascientifico. Sono state sviluppate numerose opere narrative e d'intrattenimento che affrontano l'argomento o sono ambientate in regioni dello spazio remote, prima nella letteratura, poi nel cinema, nei fumetti e negli altri media.
Uno dei filoni più popolari della fantascienza è proprio quello della space opera, un sottogenere che enfatizza l'avventura romantica, spesso melodrammatica, ambientata principalmente o interamente nello spazio esterno, che di solito coinvolge conflitti tra avversari in possesso di capacità, armi e altre tecnologie avanzate.
Nell'ambito del cinema fantascientifico, la prima pellicola che inscena un viaggio nello spazio e quella in cui appaiono degli extraterrestri è anche il primo film di fantascienza: Viaggio nella Luna di Georges Méliès del 1902. Tra le pellicole più celebri e citate il capolavoro di Stanley Kubrick 2001: Odissea nello spazio (2001: A Space Odyssey, 1968), su soggetto di Arthur C. Clarke,
Numerosi videogiochi a tema fantascientifico sono ambientati nello spazio o presentano il tema spaziale in maniera predominate, con la presenza di astronavi o esopianeti. Il genere prevalente di questi titoli è lo sparatutto, anche se non mancano RTS e platform. I primi videogiochi spaziali sono stati Space Invaders (1978) e Asteroids (1979). Tra i giochi più celebri figurano Starcraft ed EVE Online.